# クイズ☆アナタの記憶
『クイズ☆アナタの記憶』（クイズ!アナタのきおく）は、2014年10月20日23:53 - 翌1:18にTBS系列で放送されたクイズバラエティ番組・単発番組である。

## 概要
『クイズ☆タレント名鑑』、『テベ・コンヒーロ』、『クイズ☆正解は一年後』に続く田村淳、枡田絵理奈司会の同スタッフ・出演者による番組。
「記憶」をテーマとしており、賞金を賭けて出演者が絶対に覚えているはずの事柄を出題し、その記憶を引き出すことができるかに挑んでもらう。
番組セットやテロップなどは獣神サンダーライガーをモチーフとしており、また、クイズに不正解した際のちょっとした罰も担当している。なお、この罰ゲームは2018年3月31日放送の「オールスター後夜祭'18春」でも行われた。
第1回は単発特番として、第2回は『クイズ☆スター名鑑』の1企画として放送された。

## 出演者
MC
- 田村淳（ロンドンブーツ1号2号）
- 枡田絵理奈（当時TBSアナウンサー）

ゲスト
- FUJIWARA
- 若林正恭（オードリー）

クイズ解答者
- いしだ壱成
- 春日俊彰（オードリー）
- 高橋ジョージ
- 林下清志

ナレーション
- 銀河万丈

## ルール
事前に企画の内容を知らせると予習されてしまう恐れがあるため、回答者には「おサイフいっぱいクイズ! QQQのQ2014」という架空の番組名で参加してもらいスタジオで本当の企画を明かす。
第2回はクイズ☆スター名鑑のスペシャルの後半として放送され、解答者もスター名鑑の収録と騙されて登場した。

## 問題
自分に関する問題
自分の家族・幼少時代の自分の思い出や学生時代の思い出などに関する問題を出題（第2回では若林に対して放送2年前の比較的最近の問題も出題された）。賞金はスタート時に100万円が与えられており、全問正解すればそのまま賞金100万円を獲得。ただし、1問間違えるたびに賞金が半減（50万円→25万円→12万5000円→6万2500円→3万1250円→1万5625円→7812円）されるが、全問不正解でもその時点の賞金（7812円）を持ち帰ることができる。
また、全て正解して当然ということで、1問でも不正解の場合はラストに獣神サンダーライガーからちょっとした罰として掌底とロメロスペシャルの制裁が加えられる。
第1回では春日俊彰（オードリー）が、第2回では小峠英二（バイきんぐ）とオードリー（2人で1チーム）が解答者として参加した。なお、第2回のオードリーの挑戦では第1回の春日の挑戦と関連する問題も数問出題され、特に第1問は全く同じ問題であった（春日は不正解）。
2回の放送で合わせて延べ3組が挑戦したが、全ての組が全問正解に失敗し制裁の餌食となっている。
その他ゲストのチャレンジ
第1回のみメイン解答者に付随する形でゲストチャレンジが3組分行われた。全問正解した場合のみ現金つかみ取りに10秒間挑戦できる（なお、現金つかみ取りは第1回の騙しに番組名が使われた『おサイフいっぱいクイズ! QQQのQ』にて実際に賞金獲得チャレンジとして行われていた）。1問でも不正解の場合は賞金はもらえないが、獣神サンダーライガーによるちょっとした罰も執行されない。
高橋ジョージに対する問題「ロード」
ロードのイントロ及びサビの入りの一部を聞いて、ロード全13章のうち何章かを当てる。高橋は終盤のひっかけ問題（同じ曲が2度流された）も含めて全問正解を果たし、つかみ取りの権利を獲得した。
林下清志に対する問題「自分の子供」
自分の子供の顔写真を見て5秒以内にその人の名前を漢字で書く。三つ子の存在に翻弄され、全問正解は達成できなかった。
いしだに対する問題「未成年」
自身が主演したドラマ「未成年」に関する問題に挑戦する。しかし、1問目（遠野なぎこ・北原雅樹が登場し、2人の役名をフルネームで解答する問題）で不正解となったため、以降は出題者だった遠野と北原もサポートとして加わり、賞金なしのエキシビジョンとして残りの問題に挑戦した。
FUJIWARA・オードリー・枡田アナへの問題「過去の出演番組」
第1回の春日の挑戦後、見届け人として参加していたFUJIWARA・若林と枡田に対するドッキリ的に出題された問題（春日も引き続き解答者として参加させられた）。5人がかつて出演していた番組の正確なタイトルを答える。分かったら淳に対し耳打ちで解答し、正解すれば勝ち抜け。最後まで分からなかった人がライガーからの制裁を受ける。結果、FUJIWARAの2人が罰を受けた。

## ネット局
| 放送対象地域   | 放送局                | 系列    | 放送日時                      | 遅れ日数   |
| -------------- | --------------------- | ------- | ----------------------------- | ---------- |
| 関東広域圏     | TBSテレビ（TBS）      | TBS系列 | 2014年10月20日 23:53 - 翌1:18 | 制作局     |
| 北海道         | 北海道放送（HBC）     | TBS系列 | 2014年10月20日 23:53 - 翌1:18 | 同時ネット |
| 岩手県         | IBC岩手放送（IBC）    | TBS系列 | 2014年10月20日 23:53 - 翌1:18 | 同時ネット |
| 宮城県         | 東北放送（TBC）       | TBS系列 | 2014年10月20日 23:53 - 翌1:18 | 同時ネット |
| 山形県         | テレビユー山形（TUY） | TBS系列 | 2014年10月20日 23:53 - 翌1:18 | 同時ネット |
| 長野県         | 信越放送（SBC）       | TBS系列 | 2014年10月20日 23:53 - 翌1:18 | 同時ネット |
| 静岡県         | 静岡放送（SBS）       | TBS系列 | 2014年10月20日 23:53 - 翌1:18 | 同時ネット |
| 石川県         | 北陸放送（MRO）       | TBS系列 | 2014年10月20日 23:53 - 翌1:18 | 同時ネット |
| 鳥取県・島根県 | 山陰放送（BSS）       | TBS系列 | 2014年10月20日 23:53 - 翌1:18 | 同時ネット |
| 岡山県・香川県 | 山陽放送（RSK）       | TBS系列 | 2014年10月27日 23:53 - 翌1:18 | 7日遅れ    |
| 中京広域圏     | CBCテレビ（CBC）      | TBS系列 | 2014年12月6日 13:30 - 15:00   | 47日遅れ   |
| 大分県         | 大分放送（OBS）       | TBS系列 | 2014年12月13日 15:00 - 16:25  | 54日遅れ   |
| 新潟県         | 新潟放送（BSN）       | TBS系列 | 2014年12月21日 15:00 - 16:24  | 62日遅れ   |
| 長崎県         | 長崎放送（NBC）       | TBS系列 | 2014年12月24日 23:53 - 翌1:18 | 65日遅れ   |
| 福岡県         | RKB毎日放送（RKB）    | TBS系列 | 2015年1月2日 23:45 - 翌1:10   | 74日遅れ   |
| 近畿広域圏     | 毎日放送（MBS）       | TBS系列 | 2015年1月24日 15:30 - 17:00   | 96日遅れ   |
| 青森県         | 青森テレビ（ATV）     | TBS系列 | 2015年2月21日 14:00 - 15:25   | 124日遅れ  |
| 沖縄県         | 琉球放送（RBC）       | TBS系列 | 2015年6月21日 14:00 - 15:30   | 8か月遅れ  |

## 主なスタッフ
太字のスタッフは「クイズ☆タレント名鑑」と共通。
- 構成：興津豪乃、矢野了平、大西右人
- ロケ技術：スウィッシュジャパン
- CG:ODDJOB INC.
- AP：新貝元章、小林聡美
- ディレクター：水口健司、高柳健人、田村裕之
- 演出/プロデューサー：藤井健太郎
- 製作：TBS